# 芦田内閣
芦田内閣（あしだないかく）は、外務大臣・衆議院議員・民主党総裁の芦田均が第47代内閣総理大臣に任命され、1948年（昭和23年）3月10日から1948年（昭和23年）10月15日まで続いた日本の内閣。
前の片山内閣の総辞職に伴い、引き続き民主党・日本社会党・国民協同党を与党として発足した。

## 内閣の顔ぶれ・人事

### 国務大臣
1948年（昭和23年）3月10日任命。在職日数292日。 
| 職名 | 代                       | 氏名                     | 氏名                     | 出身等                   | 特命事項等                                                                  | 備考                           |
| --- | ------------------------ | ------------------------ | ------------------------ | ------------------------ | --------------------------------------------------------------------------- | ------------------------------ |
| 内閣総理大臣 | 47                       | 芦田均                   |                          | 衆議院 民主党            | 外務大臣兼任 経済安定本部総務長官、 物価庁、中央経済調査庁長官 事務取扱     | 民主党総裁                     |
| 法務総裁 | 2                        | 鈴木義男                 |                          | 衆議院 日本社会党        |                                                                             | 再任                           |
| 外務大臣 | 68                       | 芦田均                   |                          | 衆議院 民主党            | 内閣総理大臣兼任 経済安定本部総務長官、 物価庁、中央経済調査庁長官 事務取扱 | 再任 民主党総裁                |
| 大蔵大臣 | 53                       | 北村徳太郎               |                          | 衆議院 民主党            |                                                                             | 転任                           |
| 文部大臣 | 64                       | 森戸辰男                 |                          | 衆議院 日本社会党        |                                                                             | 再任                           |
| 厚生大臣 | 16                       | 竹田儀一                 |                          | 衆議院 民主党            |                                                                             | 転任                           |
| 農林大臣 | 9                        | 永江一夫                 |                          | 衆議院 日本社会党        |                                                                             | 初入閣                         |
| 商工大臣 | 30                       | 水谷長三郎               |                          | 衆議院 日本社会党        |                                                                             | 再任                           |
| 運輸大臣 | 9                        | 岡田勢一                 |                          | 衆議院 国民協同党        |                                                                             | 初入閣                         |
| 逓信大臣 | 52                       | 冨吉榮二                 |                          | 衆議院 日本社会党        |                                                                             | 初入閣                         |
| 労働大臣 | 2                        | 加藤勘十                 |                          | 参議院 日本社会党        |                                                                             | 初入閣                         |
| 国務大臣 経済安定本部総務長官 | 5                        | 栗栖赳夫                 |                          | 参議院 民主党            | 物価庁、 中央経済調査庁長官兼任                                             | 転任 1948年10月2日免           |
| 国務大臣 経済安定本部総務長官 | -                        | 芦田均                   |                          | 衆議院 民主党            | 事務取扱 （内閣総理大臣、外務大臣兼任）                                     | 1948年10月2日兼                |
| 国務大臣 物価庁長官 | 5                        | 栗栖赳夫                 |                          | 参議院 民主党            | 経済安定本部総務長官、 中央経済調査庁長官兼任                               | 転任 1948年10月2日免           |
| 国務大臣 物価庁長官 | -                        | 芦田均                   |                          | 衆議院 民主党            | 事務取扱 （内閣総理大臣、外務大臣兼任）                                     | 1948年10月2日兼                |
| 国務大臣 行政調査部総裁 | 3                        | 船田享二                 |                          | 衆議院 国民協同党        | 賠償庁長官兼任                                                              | 初入閣 1948年7月1日免          |
| 国務大臣 行政調査部総裁 | （行政調査部廃止）       | （行政調査部廃止）       | （行政調査部廃止）       | （行政調査部廃止）       | （行政調査部廃止）                                                          | 1948年7月1日付                 |
| 国務大臣 行政管理庁長官 | （行政管理庁未設置）     | （行政管理庁未設置）     | （行政管理庁未設置）     | （行政管理庁未設置）     | （行政管理庁未設置）                                                        | 1948年7月1日設置               |
| 国務大臣 行政管理庁長官 | 1                        | 船田享二                 |                          | 衆議院 国民協同党        | 賠償庁長官兼任                                                              | 転任 1948年7月1日任            |
| 国務大臣 建設院総裁 | 2                        | 一松定吉                 |                          | 衆議院 民主党            |                                                                             | 転任 1948年7月10日免           |
| 国務大臣 建設院総裁 | （建設院廃止）           | （建設院廃止）           | （建設院廃止）           | （建設院廃止）           | （建設院廃止）                                                              | 1948年7月10日付                |
| 建設大臣 | （建設省未設置）         | （建設省未設置）         | （建設省未設置）         | （建設省未設置）         | （建設省未設置）                                                            | 1948年7月10日設置              |
| 建設大臣 | 1                        | 一松定吉                 |                          | 衆議院 民主党            |                                                                             | 転任 1948年7月10日任           |
| 国務大臣 賠償庁長官 | 2                        | 船田享二                 |                          | 衆議院 国民協同党        | （行政調査部総裁→） 行政管理庁長官兼任                                      | 初入閣                         |
| 国務大臣 地方財政委員会委員長 | 2                        | 野溝勝                   |                          | 衆議院 日本社会党        |                                                                             | 初入閣                         |
| 国務大臣 中央経済調査庁長官 | （中央経済調査庁未設置） | （中央経済調査庁未設置） | （中央経済調査庁未設置） | （中央経済調査庁未設置） | （中央経済調査庁未設置）                                                    | 1948年8月1日設置               |
| 国務大臣 中央経済調査庁長官 | 1                        | 栗栖赳夫                 |                          | 参議院 民主党            | 経済安定本部総務長官、 物価庁長官兼任                                       | 1948年8月1日兼 1948年10月2日免 |
| 国務大臣 中央経済調査庁長官 | -                        | 芦田均                   |                          | 衆議院 民主党            | 事務取扱 （内閣総理大臣、外務大臣兼任）                                     | 1948年10月2日兼                |
| 国務大臣 （無任所） | -                        | 苫米地義三               |                          | 衆議院 民主党            | 内閣官房長官兼任                                                            |                                |
| 国務大臣 （無任所） | -                        | 西尾末広                 |                          | 衆議院 日本社会党        | 内閣総理大臣臨時代理 （副総理） 賠償庁総裁                                  | 転任 1948年7月6日免            |
| 1. 辞令のある留任は個別の代として記載し、辞令のない留任は記載しない。 2. 臨時代理は、大臣空位の場合のみ記載し、海外出張時等の一時不在代理は記載しない。 3. 代数は、臨時兼任・臨時代理を数えず、兼任・兼務は数える。 |                          |                          |                          |                          |                                                                             |                                |

### 内閣官房長官・内閣官房次長
1948年（昭和23年）3月10日任命。 
| 職名 | 代 | 氏名       | 氏名 | 出身等        | 特命事項等   | 備考            |
| --- | -- | ---------- | ---- | ------------- | ------------ | --------------- |
| 内閣官房長官 | 3  | 苫米地義三 |      | 衆議院 民主党 | 国務大臣兼任 |                 |
| 内閣官房次長 | -  | 有田喜一   |      | 運輸省        |              | 1948年3月15日任 |
| 内閣官房次長 | -  | 福島慎太郎 |      | 外務省        |              | 1948年3月15日任 |
| 1. 辞令のある留任は個別の代として記載し、辞令のない留任は記載しない。 2. 臨時代理は、大臣空位の場合のみ記載し、海外出張時等の一時不在代理は記載しない。 3. 代数は、臨時兼任・臨時代理を数えず、兼任・兼務は数える。 |    |            |      |               |              |                 |

### 政務次官
1948年（昭和23年）4月15日任命。
| 職名             | 氏名       | 出身等             | 備考                            |
| ---------------- | ---------- | ------------------ | ------------------------------- |
| 法務政務次官     | 松永義雄   | 衆議院／日本社会党 |                                 |
| 外務政務次官     | 伊東隆治   | 衆議院／民主党     |                                 |
| 大蔵政務次官     | 荒木万寿夫 | 衆議院／民主党     |                                 |
| 大蔵政務次官     | 森下政一   | 参議院／日本社会党 |                                 |
| 文部政務次官     | 細野三千雄 | 衆議院／日本社会党 |                                 |
| 文部政務次官     | 岩木哲夫   | 参議院／民主党     |                                 |
| 厚生政務次官     | 喜多楢治郎 | 衆議院／民主党     |                                 |
| 厚生政務次官     | 赤松常子   | 参議院／日本社会党 |                                 |
| 農林政務次官     | 大島義晴   | 衆議院／日本社会党 |                                 |
| 農林政務次官     | 平野善治郎 | 参議院／民主党     |                                 |
| 商工政務次官     | 正木清     | 衆議院／日本社会党 |                                 |
| 商工政務次官     | 駒井藤平   | 参議院／国民協同党 |                                 |
| 運輸政務次官     | 木下栄     | 衆議院／国民協同党 |                                 |
| 運輸政務次官     | 植竹春彦   | 参議院／民主党     |                                 |
| 逓信政務次官     | 五坪茂雄   | 衆議院／民主党     |                                 |
| 逓信政務次官     | 下条恭兵   | 参議院／日本社会党 |                                 |
| 労働政務次官     | 大矢省三   | 衆議院／日本社会党 |                                 |
| 労働政務次官     | 水橋藤作   | 参議院／日本社会党 | 1948年7月3日免                  |
| 経済安定政務次官 | 西村栄一   | 衆議院／日本社会党 | 1948年4月17日任                 |
| 経済安定政務次官 | 藤井丙午   | 参議院／緑風会     | 1948年4月17日任 1948年6月15日免 |
| 建設政務次官     | 天野久     | 衆議院／民主党     |                                 |
| 地方財政政務次官 | 西郷吉之助 | 参議院／緑風会     | 1948年4月17日任                 |

## 勢力早見表
※ 内閣発足当初（前内閣の事務引継は除く）。
| 名称       | 勢力 | 国務大臣 | 政務次官 | その他                                       |
| ---------- | ---- | -------- | -------- | -------------------------------------------- |
| 社会党     |      | 8        | 10       | 衆議院議長                                   |
| 民主党     | 83   | 6        | 8        | 内閣総理大臣、内閣官房長官、官房次長（政務） |
| 国民協同党 |      | 2        | 2        |                                              |
| 緑風会     |      | 0        | 2        | 参議院議長                                   |
|            |      | 15       | 22       |                                              |

### 首班指名投票
第2国会
1948年2月22日
- 衆議院[4]

芦田均（民主党）-216票、吉田茂（日本自由党）-180票、片山哲（日本社会党）-8票、徳田球一（日本共産党）-3票、白票-14票
- 参議院[5]

吉田茂（日本自由党）-101票、芦田均（民主党）-99票、西園寺公一（無所属）-11票、徳田球一（日本共産党）-2票、尾崎行雄（無所属）-1票、片山哲（日本社会党）-1票、松岡駒吉（日本社会党）-1票、小川友三（日本自由党）-1票、白票-1票
＜決選投票＞
吉田茂（日本自由党）-104票、芦田均（民主党）-102票、白票-7票、無効-3票

## 内閣の動き
前任の片山内閣は、比較第一党たる日本社会党を中心として、他に民主党・国民協同党・緑風会を与党とする枠組みとして成立していたが、4党間の対立、更には日本社会党内の右派・左派の対立により瓦解した。
この片山首相の退陣を受け、片山内閣の副総理であった芦田（与党第二党・比較第三党である民主党所属）が内閣総理大臣として推挙されたが、比較第二党である自由党は、明治憲法下の慣例であった「憲政の常道」を持ち出し、芦田の総理就任を「政権のたらい回し」と厳しく批判して、野党第一党である自由党への政権移行を強く主張した。
こうした批判に対し、片山前首相や政権側は、片山内閣の退陣はあくまで社会党内の対立に起因するものであり、政権枠組みそのものが否定されたわけではないと主張して、片山から芦田への政権移譲を正当化した。
当時、日本占領政策の中心を担っており、リベラルな姿勢で、保守政権の復活を嫌ったGHQ民政局も、芦田内閣の誕生を支持したが、国民世論は、概ね自由党の主張に賛同した。芦田内閣誕生にあたっても、片山内閣では政権与党の一角を担っていた緑風会や、民主党の幣原派が離反したことで、参議院での内閣総理大臣指名選挙の結果は、元首相の吉田茂への投票が多数を占める有様となった。このため、誕生当初から、芦田内閣の政権基盤は不安定なものとなっていた。
そのような不安定な情勢下で、芦田内閣は、西尾献金問題、昭和電工事件という未曾有の政治スキャンダルに次々と見舞われてしまう。
西尾献金問題は、副総理かつ日本社会党書記長であった西尾末広が、土建業者から献金を得ていたという問題であり、西尾はこの問題によって証人喚問にまで呼び出され、結果副総理辞任に追い込まれた。そして、昭和電工事件は、大手化学メーカーである昭和電工社長の日野原節三が、政府系金融機関である復興金融金庫からの融資を目論み、GHQや野党の自由党を含む政官財各方面に政治献金を行っていた問題であり、およそ2,000人もの人間に事情聴取が行われるという、史上空前の規模で行われた捜査は、内閣総理大臣である芦田本人にまで及んでいた。
結果として、栗栖赳夫経済安定本部総務長官と西尾末広前副総理が逮捕される事態にまで至り、芦田内閣はもはやこれ以上の外圧に耐えられなかった。西尾が逮捕された翌日である1948年10月7日、芦田内閣は総辞職を選択し、およそ8ヶ月間の短い任務を終えた。そして、元総理となった芦田は、12月に昭和電工事件に係る疑惑によって逮捕された。
こうして、昭和電工事件によって芦田内閣は総崩れとなったが、これは、中道政権を支持するGHQ民政局と、保守政権の復活を容認するGHQ参謀第2部による激しい主導権争いが背景にあったことが指摘されている。
当初、GHQによる日本の占領政策は、リベラルな政策を好む民政局の主導によって、徹底した民主化・非軍事化・小国化政策が取られた。しかし、間もなく米ソ対立による東西冷戦が始まったことで、アメリカ本国は、むしろ日本に国力を付けさせ、反共の砦として活用することを目論む。こうした意向がGHQにも伝えられたことで、社会主義的傾向を持つ民政局は焦燥感を募らせ、代わって、保守的傾向を持ち、民政局としばしば対立していた参謀第2部は勢いづいていた。
昭和電工事件による収賄疑惑は、民政局の中心人物であるチャールズ・ケーディスにも及んでいた。ケーディスは逮捕こそされなかったものの、マッカーサーの命でアメリカ本国へ帰国せざるを得なかった。そして、芦田内閣の崩壊にまで至ったことで、とうとう民政局は窮地に追い込まれる。民政局は、なおも保守派の重鎮である吉田茂の首相復帰を阻止すべく、今度は民主自由党幹事長の山崎猛を首班に推した上で、社会党や民主党も与党に組み込んだ、中道政権の維持を画策した（山崎首班工作事件）。しかし、これは吉田が一枚上手だった。吉田はマッカーサーから山崎首班を否定する言質を引き出し、それまで山崎首班でほぼ固まっていた民主自由党は一転、山崎首班工作への批判を募らせる。これを受けて山崎は議員辞職に追い込まれ、内閣総理大臣に就任する資格を失ったことで、山崎首班工作は完全に頓挫。結局、吉田茂を首班とする第2次吉田内閣が誕生することとなった。そして以後、1993年の細川内閣誕生に至るまで、左派政党が政権の座に就くことはなかった。